# Plagideicta albonotota
Plagideicta albonotota là một loài bướm đêm trong họ Noctuidae.